# Dmitri Jaratián

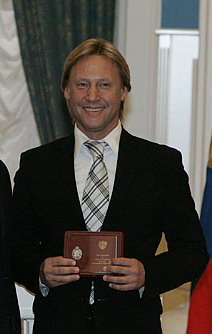
Dmitri Jaratián en 2008.

Dmitri Vadímovich Jaratián (en ruso: Дми́трий Вади́мович Харатья́н; n. el 21 de enero de 1960) es un actor ruso.

## Carrera
Debutó en cine en 1976 en la primera película del director Vladimir Menshov, Rozigrish (El chasco). El personaje de Kharatyan, Ígor Grushkó, también cantaba y tocaba la guitarra. La película trata el tema de la escuela y de los alumnos y fue muy bien recibida por el público, haciendo a Kharatyan famoso en todo el territorio de la Unión Soviética. En 1978 participó en otra película, Las fotografías en la pared (Fografii na stene), del director Anatoli Vasiliev, después de lo que decidió dedicarse a la profesión del actor. Trató, sin éxito, de ingresar en la Escuela de Teatro Shukin, después de lo cual participó en una larga expedición por el desierto Kyzyl-Kumy. Al volver, entró en la Escuela de Teatro Shepkin. Durante los estudios en la Escuela participó en varias películas más, entre las que se puede destacar La caza de los zorros (Ojota na lis) del director Vadim Abdrashitov, un profundo drama social. Acabó los estudios en la Escuela en 1982, y en 1983 protagonizó la película El furgón verde (Zelioniy furgon) de Aleksandr Pavlovski, cuya acción se desarrolla en Odesa en 1920. Además de ser el protagonista, interpretó dos canciones del famoso compositor Maksim Dunaevski en la película: El año veinte (Dvadtzatiy god) y ¿Dónde estás, julio? (Ti gde, iul'?). Poco después de esto, estuvo en la milicia durante un año y medio.
En 1987 participó, en uno de los papeles principales, en la película ¡Guardiamarinas, adelante! (Gardemariny, vperiod!) de la directora Svetlana Drujinina, una obra que narra la historia de los estudiantes de la Escuela de Navegación del siglo XVIII en Rusia. Fue muy aclamada por el público, y Kharatyan estaba obteniendo el título del mejor actor según las encuestas realizadas por la revista La pantalla soviética (Sovietski ecran) durante tres años consecutivos. En 1989 protagonizó el filme El detective privado o la operación Cooperativa (Chastniy detectiv, ili operatsia Kooperatsia), una comedia de Leonid Gayday, uno de los más renombrados directores de cine soviéticos. En 1991 y en 1992 participó en la continuación de la historia de los guardiamarinas: ¡Viva los guardiamarinas! (Vivat, gardemariny!) y Los guardiamarinas III (Gardemariny III) respectivamente. También en 1992 protagonizó otra película de Leonid Gayday: En la calle Deribasovskaya hace buen tiempo o en Brighton Beach llueve otra vez (Na Deribasovskoy horoshaya pogoda, ili na Braiton Bich opiat idut dojdi). Hay que destacar que además interpreta diversas canciones en algunas de las obras cinematográficas en que participa, como es el caso de la última obra mencionada o de la película ¡Guardiamarinas, adelante!, una de cuyas canciones “¡No os descorazonéis, guardiamarinas!” (“Ne veshat nos, gardemariny!”) es interpretada por Kharatyan en numerosas ocasiones. En 1993 participó, en el papel del rey Luis XIV, en el filme El misterio de la reina Ana o los mosqueteros treinta años después (Tayna korolevy Anny, ili mushketiry tridtsat let spustia) del director Georgi Ungvald-Hilkevich.
En 1996 debutó en el teatro, protagonizando la obra basada en la novela del escritor norteamericano John Steinbeck De ratones y hombres (O mishah i ludiah), un drama social. En el mismo año participó, en el papel de De La Mole, en la película La reina Margot (Koroleva Margo) del director Aleksandr Muratov. En el año 1997 protagonizó La crisis de la mediana edad, una obra cinematográfica cuyo director fue Garik (Ígor) Sukachiov, un conocido cantante y compositor. Volvió a colaborar con la directora Svetlana Drujinina, participando en la producción de Los misterios de los golpes palaciegos (Tayni dvortsovih perevorotov) en la que interpretó a un personaje histórico del siglo XVIII: Ivan Dolgoruki. En 2004 protagonizó la obra teatral Los chavales alegres (Vesiolye rebiata), una obra basada en la famosa película del director Grigori Aleksandrov. Otras producciones cinematográficas que podemos mencionar son La otra vida (Drugaya jizn), de la directora Elena Rayskaya, y Aurora (Avrora) y El infante (Infant), de la directora Oksana Bayrak, la primera del año 2003 y las otras dos del año 2006. En 2006 y en 2007 protagonizó una serie de veintiún episodios: Ivan Podushkin. El gentleman de la pesquisa (Ivan Podushkin. Gentleman syska) del director Andrey Marmontov, un filme basado en las obras de la conocida escritora de detectives Daria Dontsova.
Actualmente Kharatyan participa en numerosas obras cinematográficas y teatrales. Una de las obras teatrales es la comedia El afortunado Smith (Schastlivchik Smit), que está basada en el libro de un dramaturgo norteamericano. Además, participa en diversos conciertos en las que interpreta canciones de diferentes películas y de los bardos como Bulat Okudjava, Uriy Vizbor o del actor Vladímir Vysotsky, entre otros. En numerosas ocasiones, acompaña las canciones con la guitarra. Está casado y tiene un hijo y una hija. Vive con su familia en Krasnogorsk.

## Filmografía
- 1976: El chasco
- 1978: Las fotografías en la pared
- 1980: La caza de los zorros
- 1980: El colegio
- 1980: Las focas nadan
- 1981: Los hombres en la ciénaga
- 1982: La fiesta de las antorchas
- 1982: La respiración del relámpago
- 1983: El conductor del autobús
- 1983: El furgón verde
- 1983: La velocidad
- 1984: Ocho días de esperanza
- 1985: La proeza de Odessa
- 1986: Las impresiones de verano en el planeta Z
- 1986: En la punta de la espada
- 1987: El prisionero misterioso
- 1987: ¡Guardiamarinas, adelante!
- 1988: El tesoro
- 1988: La filial
- 1988: Esperanza
- 1989: La cara a la pared
- 1989: El detective privado o la operación “Cooperativa”
- 1990: El marido eterno
- 1990: La carita
- 1991: ¡Viva los guardiamarinas!
- 1991: ¡Pues al diablo con nosotros!
- 1992: Los guardiamarinas III
- 1992: ¡Buenas noches!
- 1992: Hace buen tiempo en la calle Deribasovskaya o en Brighton Beach llueve otra vez
- 1992: El nuevo Odeón
- 1992: El cuadrado negro
- 1993: Los corazones de los tres – 2
- 1993: El misterio de la reina Ana o los mosqueteros treinta años después
- 1993: Las carreras de las cucarachas
- 1994: El novio de Miami
- 1997: La reina Margot
- 1997: La crisis de la mediana edad
- 2000: Kamenskaya
- 2000: Maroseyka, 12
- 2000: Los misterios de los golpes palaciegos. El testamento del emperador
- 2001: Los misterios de los golpes palaciegos. El testamento de la emperatriz
- 2001: Los misterios de los golpes palaciegos. Yo soy emperador
- 2001: Los misterios de los golpes palaciegos. La caída de Goliat
- 2001: El cruce del destino
- 2001: El romance en el balneario
- 2002: Atlántida
- 2002: Kamenskaya – 2
- 2003: Los misterios de los golpes palaciegos. La segunda prometida del emperador
- 2003: Los misterios de los golpes palaciegos. La muerte del joven emperador
- 2003: Amapola
- 2003: La otra vida
- 2003: Kamenskaya – 3
- 2003: Los luchadores con el fuego
- 2003: La super-suegra para el fracasado
- 2004: La bomba para la novia
- 2004: Viola Tarakanova. En el mundo de las pasiones criminales – 1
- 2004: La saga de Moscú
- 2004: La ciudad de Samara /La cenicienta de Zaprudie
- 2004: ¡Mátame, por favor!
- 2005: Para ti, el verdadero
- 2005: Viola Tarakanova. En el mundo de las pasiones criminales – 2
- 2005: El murciélago
- 2005: Un día loco
- 2005: Siempre besan a los que no son
- 2006: Aurora o con que soñaba la Bella Durmiente
- 2006: Ivan Podushkin. El gentleman de la pesquisa – 1
- 2006: El infante
- 2006: Mi príncipe
- 2006: Es mejor no saberlo
- 2006: Los misterios de los golpes palaciegos. ¡Viva Anna Ioannovna!
- 2007: Viola Tarakanova. En el mundo de las pasiones criminales - 3
- 2007: Ivan Podushkin. El gentleman de la pesquisa - 2
- 2007: Los tesoros del cardenal Mazorini o la vuelta de los mosqueteros
- 2007: La arena pesada
- 2007: Lera
- 2007: El carril contrario
- 2007: El grito en la noche
- 2008: Y yo quiero al casado
- 2008: El tiempo adicional
- 2008: El yugo del amor
- 2008: El chasco - 2